# Цахіагійн Елбегдорж
Цахіагійн Елбегдорж (монг. Цахиагийн Элбэгдорж; нар. 30 березня 1963, Зерег, МНР) — монгольський політик, президент Монголії з 18 червня 2009 року по 10 липня 2017 року.

## Біографія
Закінчив Львівський військово-політичний інститут за спеціальністю «військова журналістика» і гарвардську Школу державного управління імені Кеннеді.
Елбегдорж був одним із лідерів мирної демократичної революції 1990 року, що перервала майже 75-річне правління МНРП. Двічі посідав посаду прем'єр-міністра Монголії, один раз — віце-спікера Великого державного хуралу, один раз — лідера парламентської більшості, і тричі його обирали депутатом у Великий державний хурал. Відомий своїми ліберальними поглядами.
28 серпня 2008 року після поразки партії на виборах і безладів, що відбулися згодом в Улан-Баторі, пішов у відставку з поста лідера Демократичної партії. Його змінив Норовин Алтанхуяг.
У президентській кампанії 2009 брав участь під гаслами, які обіцяли зміни і боротьбу з корупцією, що дозволило Елбегдоржу завоювати симпатії міського населення. Елбегдорж значною мірою спирається на міський середній клас Улан-Батора. У столиці країни проживає сьогодні близько половини населення трьохмільйонної Монголії.
На посаді президента в червні 2011 року відвідав Україну.
26 червня 2013 переобраний на посаду президента Монголії. За попередньою інформацією, він набрав трохи більше 50 % голосів виборців. Головним суперником пана Елбегдоржа був Бадмаанямбуугійн Бат-Ердене, за якого проголосували 41,48 % виборців, також вперше у президентських виборах брала участь жінка — Нацагійн Удвал, яка набрала 8,3 % голосів. До заслуг чинного президента зараховують поліпшення економічної ситуації в країні: економіка Монголії за 2012 рік зросла на понад 12 %. Результати виборів можуть бути розцінені як схвалення народом політики президента Елбегдоржа, спрямованої на «боротьбу з розкраданням багатств країни», на розвиток якої за останній час сильно вплинув бум видобутку ресурсів.

## Після завершення президентської кар'єри
З початком агресії Росії проти України виступив у підтримку України. У вересні 2022 р. виступив з закликом до росіян уникати мобілізації та участі у злочинній війні, а для бурятів, калмиків та тувінців — емігрувати у Монголію.

## Родина
Одружений, виховує 25 дітей, з яких 21 — прийомні.

## Відзнаки
Нагороджений орденом князя Ярослава Мудрого I ст. (29 червня 2011) — за визначний особистий внесок у зміцнення українсько-монгольських міждержавних відносин
Почесний доктор Академії сухопутних військ імені Петра Сагайдачного (червень 2011).